# Pfarrkirche Martinsdorf

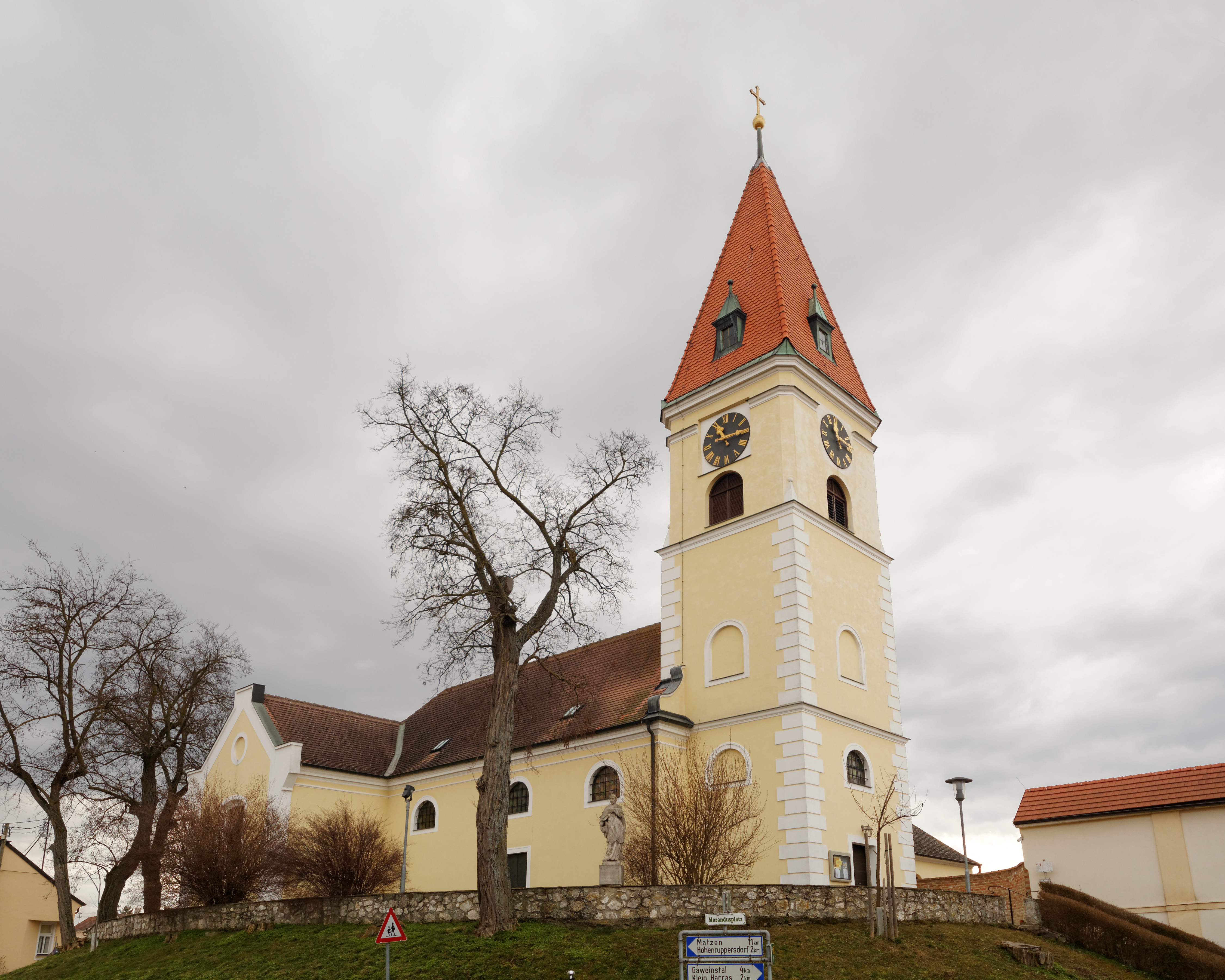
Katholische Pfarrkirche hl. Martin in Martinsdorf

Die römisch-katholische Pfarrkirche Martinsdorf steht erhöht am westlichen Ortsrand von Martinsdorf in der Marktgemeinde Gaweinstal im Bezirk Mistelbach in Niederösterreich. Die dem Patrozinium des hl. Martin von Tours unterstellte Pfarrkirche gehört zum Dekanat Mistelbach-Pirawarth im Vikariat Unter dem Manhartsberg der Erzdiözese Wien. Die Kirche und der ummauerte Kirchhof stehen unter Denkmalschutz (Listeneintrag).

## Geschichte
Die Pfarre wurde 1783 gegründet und dem Schottenstift inkorporiert. Eine Kirche wurde urkundlich 1500 genannt. Mit der Erhaltung des älteren Mauerkerns wurde im 17. Jahrhundert ein barocker Kirchenbau errichtet. Die Kirche wurde 1864 um ein Querhaus und einen Chor erweitert.

## Architektur
Das Kirchenäußere zeigt an der schmalen Westfront einen vorgestellten dreigeschoßigen Turm, nach einem Brand trägt er ein Zeltdach aus 1726, der Turm zeigt in den Untergeschoßen eine Putzeckquaderung, Lunetten- und Rundbogenfenster teils vermauert, das Glockengeschoß hat abgeschrägte Kanten und rundbogige Schallfenster. Die Querhäuser zeigen einen Dreieckgiebel mit einem rechteckigen Abschluss und Segmentbogenfenster mit gesimsartiger Verdachung und vermauerte Oculusfenster im Giebelfeld. Der Chor hat einen weiten Segmentbogenschluss und seitliche Rundbogenfenster. Südlich am Chor steht ein Sakristeianbau.
Das Kircheninnere hat im Dachboden romanische Fenster in tiefen Laibungen. Nach dem Vorraum im Turm zeigt sich ein dreijochiges Langhaus unter Kreuzgratgewölben auf Wandpfeilern mit aufgelegten Stuckbändern. Die Westempore über einer Flachdecke entstand 1965. Der Triumphbogen ist rundbogig, dahinter befindet sich der neuere Anbau mit Querhaus und Chor unter Platzlgewölben auf Gurtbögen.

## Einrichtung
Der Hochaltar als spätbarockes Altarretabel zeigt gerahmt von schräggestellten Pilaster und einem geschwungenen Aufsatz das Ölbild hl. Martin und ein barockes Reliquienkästchen. Die Seitenaltäre in den Querhausarmen zeigen links das barocke Ölbild hl. Johannes der Täufer um 1760 in einem reichen spätbarocken Rahmen, das Bild wurde aus dem Karner in Deutsch-Altenburg hierher übertragen, sowie die geschnitzten Statuen der Heiligen Benedikt und Aloysius, und rechts das Altarbild Maria mit Kind vom Maler Emminger in einem neobarocken Rahmen mit vorgestellten Säulen.
Die Orgel baute Orgelbau M. Walcker-Mayer 1965. Eine Glocke nennt Andreas Klein 1751.